# پدرو سانچز
پدرو سانچز (انگلیسی: Pedro Sánchez؛ زادهٔ ۲۹ فوریهٔ ۱۹۷۲) سیاست‌مدار اسپانیایی و نخست‌وزیر اسپانیا می‌باشد. وی پیش از این دبیرکل حزب کارگران سوسیالیست اسپانیا بود.

## اوایل زندگی
پدرو سانچز در مادرید اسپانیا زاده شد. پدرش اقتصاددان و تاجر و مادرش وکیل و دارای مسئولیت در بخش رفاه اجتماعی اسپانیا بود. پدرو در تیم بسکتبال CB Estudiantes اسپانیا بازی می‌کرد.
در سال ۱۹۹۰ برای تحصیل در زمینه اقتصاد و علوم تجاری وارد دانشگاه کمپلوتنسه مادرید شد.

## فعالیت سیاسی

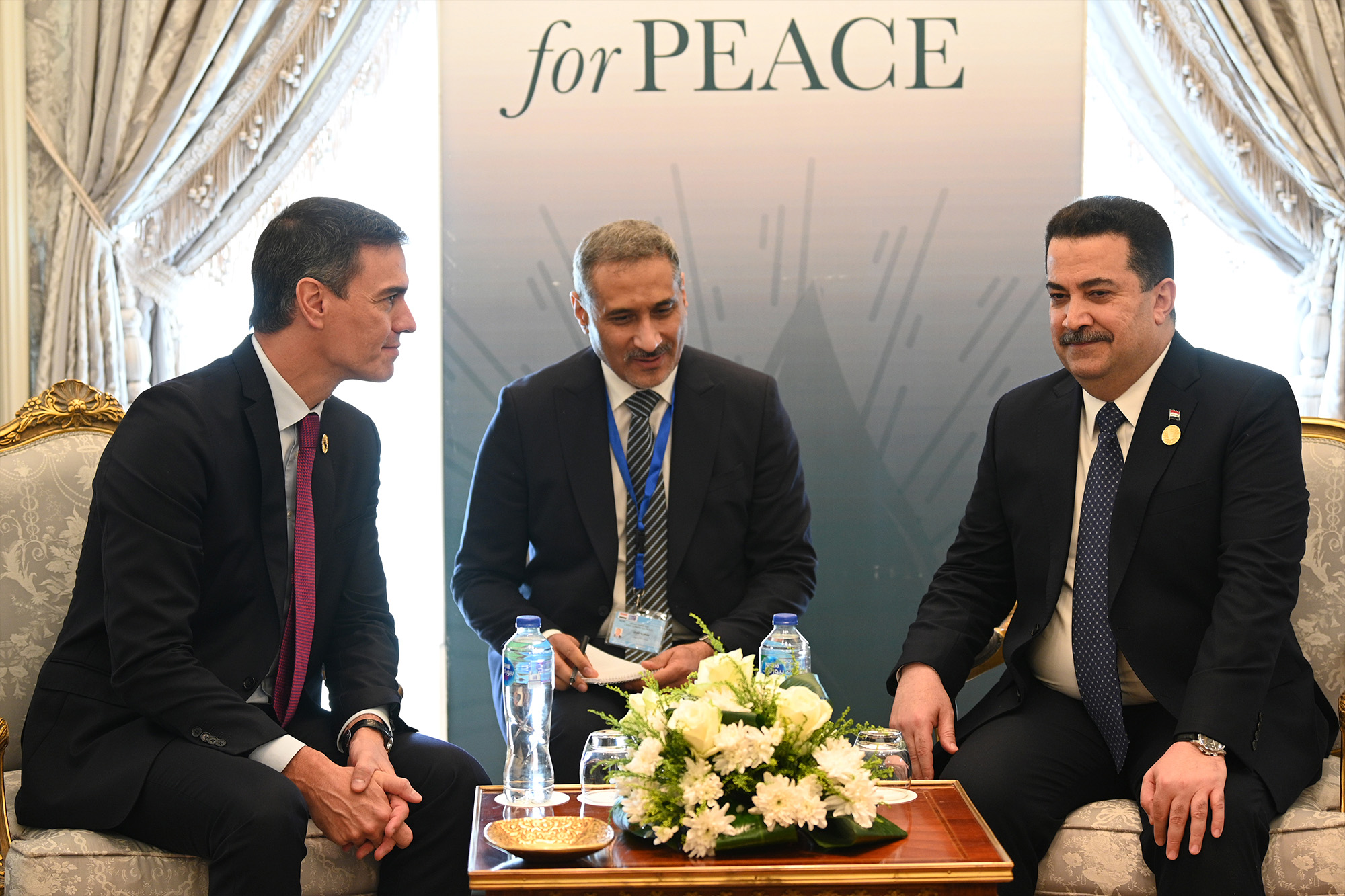
سانچز و السودانی رئیس‌جمهور عراق، اکتبر ۲۰۲۳‏

او برای سه دوره در مجلس نمایندگان (اسپانیا) نماینده مادرید بود.
وی در اول ژوئن سال ۲۰۱۸ میلادی پس از عدم رای اعتماد پارلمان اسپانیا به ماریانو راخوی، به عنوان نخست‌وزیر اسپانیا انتخاب شد. دولت دوم او پس از پیروزی در انتخابات سال ۲۰۱۹ از سال ۲۰۲۰ فعالیت خود را آغاز کرده است.

## فعالیت در شورای شهر مادرید
او در سال ۲۰۰۳ در شورای شهر مادرید فعالیت می‌کرد.